# Мірикові
Міри́кові (Myricáceae) — родина кущів та невеликих дерев, що включає близько 50 видів розбитих на 4 роди. Мірикові поширені на усіх континентах за винятком Австралії та Антарктиди.
Серед мірикових є листопадні і вічнозелені види. Листки цілісні або зубчасті різною мірою (у мірики болотної зубці лише у верхній частині аркуша), рідше — з невеликими неправильної форми лопатями (південноафриканська Мірика дуболистна — Myrica quercifolia). Квітки мірикових звичайно одностатеві, позбавлені оцвітини, в сережкоподібних суцвіттях, кількість тичинок коливається від 2 до 20, гінецей утворений з 2, рідше з 3 плодолистків. У багатьох видів мірикових наявні кореневі бульбочки, які сприяють засвоєнню атмосферного азоту. Клубні мірикових містять не бактерії, як у бобових, а гриби. Плоди дрібні, кістянкові, у багатьох видів мірикових покриті нальотом із воску, або залозками.
З плодів деяких видів мірикових отримують так званий рослинний віск.

## Роди
- Comptonia L'Hér. ex Aiton — Комптонія
- Morella Lour. — Морелла — цей таксон включають до роду Myrica
- Myrica L. — Мірика
- Canacomyrica Guillaumin — Канакомірика

Роди Компотонія і Канакомірика містять всього по одному виду.